# Pedro Santa Cecilia
Pedro Santa Cecilia García (Gijón, Asturias, España, 10 de marzo de 1984) es un exfutbolista español que jugaba de centrocampista.

## Trayectoria
Se incorporó a la Escuela de fútbol de Mareo a los catorce años, procedente del fútbol base del Colegio de la Inmaculada de Gijón. Con el equipo cadete del Sporting se proclamó campeón de España en 2000. Su debut con el primer equipo se produjo el 12 de febrero de 2006 en Segunda División. En la temporada 2007-08 contribuyó al ascenso del Sporting a Primera División participando en treinta y siete partidos en los que anotó dos goles. Jugó su primer partido en la máxima categoría el 31 de agosto de 2008, ante el Getafe C. F., y llegó a disputar veintitrés encuentros en dos temporadas.
En junio de 2010 concluyó su contrato con el Sporting y, el 6 de septiembre, firmó por una temporada con el Albacete Balompié. Sin embargo, el equipo manchego ejerció el derecho de rescindir su contrato tres meses después. El 2 de agosto de 2011 se concretó su fichaje por el Royal Charleroi S. C. de la Segunda División de Bélgica, con el que se proclamó campeón de la categoría y ascendió a Primera División en la temporada 2011-12. En octubre de 2012 rescindió su contrato con el club belga y fichó por el Auckland City F. C., equipo con el que consiguió el título de la Liga de Campeones de la OFC el 19 de mayo de 2013.

## Clubes
| Club                       | País          | Año       |
| -------------------------- | ------------- | --------- |
| Real Sporting de Gijón "B" | España        | 2003-2006 |
| Real Sporting de Gijón     | España        | 2006-2010 |
| Albacete Balompié          | España        | 2010      |
| Royal Charleroi S. C.      | Bélgica       | 2011-2012 |
| Auckland City F. C.        | Nueva Zelanda | 2012-2013 |

## Palmarés

### Campeonatos nacionales
| Título           | Club                  | País    | Año  |
| ---------------- | --------------------- | ------- | ---- |
| Segunda División | Royal Charleroi S. C. | Bélgica | 2012 |

### Copas internacionales
| Título                      | Club                | País                     | Año  |
| --------------------------- | ------------------- | ------------------------ | ---- |
| Liga de Campeones de la OFC | Auckland City F. C. | Auckland (Nueva Zelanda) | 2013 |